# Allen County Courthouse
L'Allen County Courthouse est un palais de justice américain situé à Fort Wayne, dans le comté d'Allen, en Indiana. Elle est inscrite au Registre national des lieux historiques depuis le 28 mai 1976 et est classée National Historic Landmark depuis le 31 juillet 2003.